# Landgericht Kötzting
Das Landgericht Kötzting war ein von 1803 bis 1879 bestehendes bayerisches „Landgericht älterer Ordnung“ im heutigen Bad Kötzting in Bayern.

## Geschichte
Kötzting war bereits seit 1371 Sitz eines Pfleggerichts des Herzogtums Bayern. Das Landgericht Kötzting als Gerichts- und Verwaltungsbehörde wurde im Jahr 1803 errichtet. Mit Wirkung vom 1. Juli 1862 wurde das Bezirksamt Kötzting als reine Verwaltungsbehörde eingerichtet, die bis dahin bestandene Verflechtung von Rechtspflege und Verwaltung im unteren Verwaltungsbereich wurde aufgehoben. Am 15. Juli 1862 wurde das bisherige Landgericht in ein Bezirksamt umgebildet und mit einem Bezirksamtmann I. Klasse besetzt. Die Zuständigkeit des Landgerichtes (als Justizbehörde) wurde auf zwei Landgerichte aufgeteilt: Kötzting mit 30 Gemeinden und Neukirchen b.Hl.Blut mit 16 Gemeinden. Als Eingangsinstanz der niederen Gerichtsbarkeit wurden die Landgerichte 1879 durch das Gerichtsverfassungsgesetz reichseinheitlich in Amtsgericht umbenannt, so auch das nunmehrige Amtsgericht Kötzting, das bis 1973 bestand.